# Nexilosus latifrons
Nexilosus latifrons är en fiskart som först beskrevs av Tschudi, 1846.  Nexilosus latifrons ingår i släktet Nexilosus och familjen Pomacentridae. IUCN kategoriserar arten globalt som livskraftig. Inga underarter finns listade i Catalogue of Life.